# 龍遊車両事業所
龍遊車両事業所（ヨンユしゃりょうじぎょうしょ、朝: 용유차량사업소）は、大韓民国仁川広域市中区雲西洞にある空港鉄道（A'REX）の車両基地である。仁川国際空港鉄道の車両が所属している。

## 配置車両
- 1000系 - 6両編成×6本（36両）
- 2000系 - 6両編成×22本（132両）

## 龍遊車両基地駅

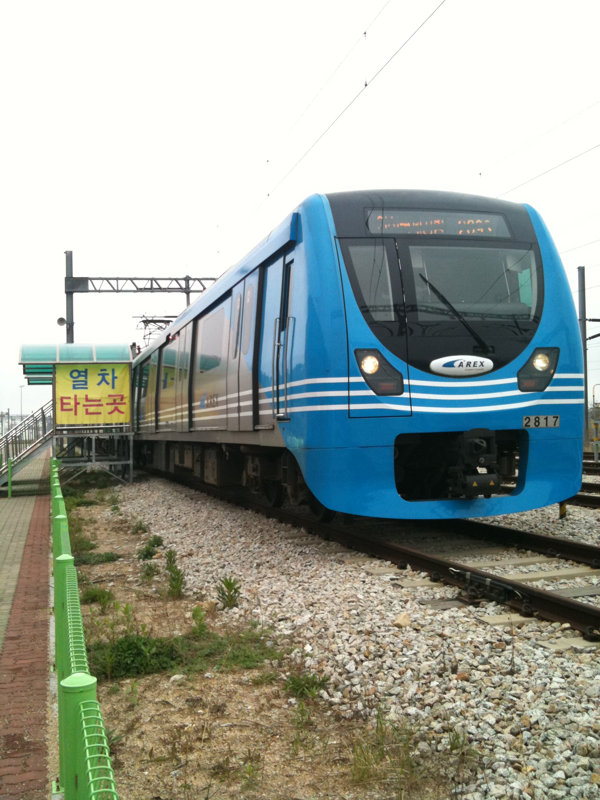
臨時駅のりば

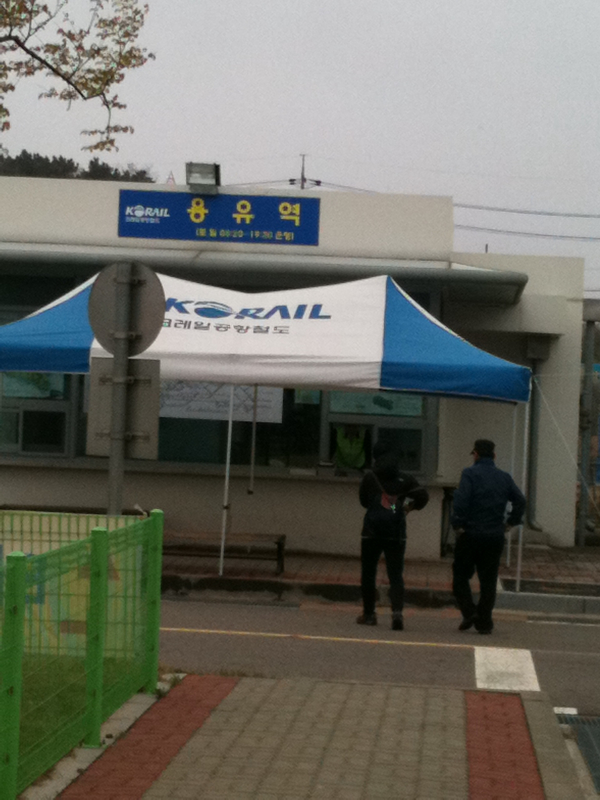
駅入口

車両基地内には旅客用の臨時駅が設けられている。国土交通部告示第2014-240号における駅の正式名称は龍遊車両基地駅（용유차량기지역）であるが、案内では龍遊駅または龍遊臨時駅と称されていた。仁川国際空港1ターミナル駅からの距離は2.2kmである。
周辺への観光客の便宜を図るため開設された駅で、特定日に仁川国際空港駅（現：仁川国際空港1ターミナル駅）発着の列車が当駅まで延長運転を行っていた。
駅舎やプラットホームはなく、車両基地内の1線にタラップ式の乗降口が設けられた簡素な設備で、係員のドアコック操作により乗降口部分のドアを開閉していた。車両基地出入口には臨時の改札口（自動改札機）が設置され、運賃計算上は仁川国際空港駅発着として扱われた（仁川国際空港駅 - 当駅間のみの利用は基本運賃の900ウォン）。
2016年2月3日、当駅に隣接して仁川空港磁気浮上鉄道の龍遊駅が開業し、周辺へのアクセスが改善されたこともあり、当駅は同年8月28日の延長運転を最後に営業を行っていない。

## 歴史
- 2007年3月23日 - 空港鉄道・金浦空港 - 仁川国際空港間開通と同時に、龍遊車両事業所開設。
- 2009年8月1日 - 臨時旅客営業を開始。この日から8月20日まで、乙旺里海水浴場周辺を利用する避暑客のため、当駅まで直通列車が運行された。
- 2010年
  - 2月27日 - 3月1日 - 小正月のため、当駅まで直通列車が運行された。
  - 4月17日 - 10月31日 - 週末ごとに直通列車を延長運転。
  - 12月30日 - 年末年始シーズンを迎え、日没 - 日の出臨時列車を運行。当初予定では翌年の1月2日までの運行だったが、口蹄疫を理由にキャンセルされた。
- 2011年3月26日 - 10月30日 - 永宗島観光客と龍遊車両基地周辺の利用者のため、週末ごとに一般列車を延長運転。
- 2012年4月14日 - 11月25日 - 週末ごとに一般列車を延長運転。
- 2013年4月6日 - 11月24日 - 週末ごとに一般列車を延長運転。
- 2014年
  - 3月1日 - 11月30日 - 週末及び祝日に一般列車を1時間間隔で運行。
  - 5月9日 - 国土交通部告示第2014-240号により、龍遊車両基地駅として法定開業。
  - 9月24日 - 10月1日 - 王山ヨット競技場で開催された仁川アジア大会ヨット種目観覧客の便宜を図るため、平日にも上下各3本の一般列車を運行。また、当駅から王山ヨット競技場までシャトルバスが30分間隔で運行された。
- 2015年3月1日 - 12月27日 - 週末及び祝日に一般列車を延長運転。
- 2016年7月23日 - 8月28日 - 週末及び祝日に一般列車を延長運転。これ以後、旅客営業は行われていない。

## 周辺
- 龍遊駅 - 仁川空港磁気浮上鉄道